# Andrew Ainslie Common
Andrew Ainslie Common FRS (Newcastle Upon Tyne, 7. kolovoza 1841. – Ealing, London, 2. lipnja 1903.), engleski astronom amater poznat po pionirskom radu na području astrofotografije.

## Životopis
Rođen je u Newcastleu 7. kolovoza 1841. godine. Andrewov otac Thomas Common bio je kirurg poznat po liječenju katarakta. Umro je u Andrewovom djetinjstvu. To je Andrewa Ainsliea Commona prisililo u ranoj mladosti ići u svijet rada. 1860-ih udružio se s jednim od braće svojih roditelja u sanitarnoj intežnjerskoj tvrtci Matthew Hall and Company. Commons se oženio 1867. godine. 1890. godine umirovio se radeći za Matthew Hall. Andrew Ainslie Common umro je od zakazanja rada srca 2. lipnja 1903. godine.

## Odabrane nagrade
- Zlatna medalja Kraljevskog astronomskog društva (1884.)
- Fellow of the Royal Society (1885.)
- predsjednik Kraljevskog astronomskog društva (1895. – 1896.)